# Arge melanochra
Arge melanochra är en stekelart som först beskrevs av Gmelin 1790.  Arge melanochra ingår i släktet Arge, och familjen borsthornsteklar. Arten har ej påträffats i Sverige.